# Широкопалые гекконы
Широкопалые гекконы (лат. Tarentola) — род гекконов из семейства Phyllodactylidae. Включает 21 вид. Назван в честь итальянского города Таранто.

## Внешний вид и строение
Длина тела широкопалых гекконов 15—18 см. Окраска от бежевой до тёмно-коричневой. Кожа жесткая и грубая. Имеют прочные и цепкие пальцы, с помощью которых передвигаются по вертикальным поверхностям. Чешуя однородна, не поделена удлиненными бороздами, на пальцах есть прикрепительные пластинки. Первый, второй, пятый палец у представителей этого рода не имеют когтей.

## Образ жизни
Любят каменистые места, часто живут в зарослях кустарников. Встречаются рядом с человеком, благодаря чему часто мигрируют вместе с ним. Могут обитать в домах. Обладают способностью к мимикрии. Активны в сумерках и ночью. Питаются насекомыми.

## Размножение
Это яйцекладущие гекконы. Откладывают обычно 2 яйца. За сезон делается до 4 кладок.

## Распространение
Северная Африка, Южная Европа, Балканский полуостров, Канарские острова, Кабо-Верде.
Благодаря судоходству представители рода Tarentola из разных мест обитания были интродуцированы в Южные штаты США — Флориду, Луизиану и Калифорнию из стран Средиземноморья, где быстро адаптировавшись к местным условиям успешно прижились. Ныне на юге США существует несколько популяций гибридных тарентол. Представители рода в естественных условиях изолированы географически, а в местах интродукции симпатричны и происходя от одного предка, в некоторых случаях легко скрещиваются, давая жизнеспособное плодовитое потомство. Существует (пока слабая) реальная угроза того, что гибридный межвидовые представители рода Tarentola таким же образом вернуться назад в страны Северной Африки, Южной Европы и Средиземноморской Азии, т. е. в места природного обитания, и существенно повлияют на генетически "чистые" природные популяции Tarentola, поскольку гибридные гекконы крупнее и имеют более высокую адаптационную приспособляемость. 

## Виды
- Tarentola albertschwartzi
- Tarentola americana — Американский широкопалый геккон[1]
- Tarentola angustimentalis
- Tarentola annularis
- Tarentola bischoffi
- Tarentola boehmei
- Tarentola boettgeri
- Tarentola caboverdianus
- Tarentola chazaliae
- Tarentola crombiei
- Tarentola darwini
- Tarentola delalandii
- Tarentola deserti
- Tarentola ephippiata
- Tarentola gigas
- Tarentola gomerensis
- Tarentola mauritanica — Стенной геккон[1]
- Tarentola mindiae
- Tarentola neglecta
- Tarentola parvicarinata
- Tarentola rudis